# Volvo V70
Volvo V70 — универсал бизнес-класса (в версии XC — Cross Country — универсал повышенной проходимости) шведского автоконцерна Volvo. На рынке были представлены три поколения автомобиля (1-е — с 1996 по 2000 год, 2-е — с 2000 по 2007 год, 3-е — с 2007 по 2016 год).

## Первое поколение
В ноябре 1996 года Volvo представила универсал V70. Новая модель представляла собой рестайлинг универсала Volvo 850.
Кузов модели был немного изменен по сравнению с предшественницей, но сохранил узнаваемые черты автомобилей Volvo, в том числе вертикальные задние фонари от бампера до крыши. В передних и задних поворотниках оранжевое стекло было заменено на прозрачное. Также немного изменилась форма капота, фар, бамперов, а молдинги стали окрашиваться в цвет кузова. Внутри автомобиля появилась новая приборная панель — прямые линии заменены на округлые. Были внесены небольшие изменения в систему безопасности.
Благодаря применению турбины TD04-16T увеличенного размера, отдача двигателя версии T5, объёмом 2.3 л. возросла до 240 л.с./330Нм против 226л.с./300Нм на Volvo 850 T5 c турбиной TD04-15T. 
Успешной модификацией стала полноприводная модель V70 XC.
Volvo V70 первого поколения выпускалась до 2000 года, когда была заменена моделью второго поколения.
Гамма двигателей — от 2,0 л (126 л. с.) до турбированного 2,4 (265 л.с.).
Всего было выпущено 319 832 шт. универсалов V70 и 53 857 шт. V70 XC.

### Цена
| Модель        | Мощность, л.с. | Цена, DM |
| ------------- | -------------- | -------- |
| V70 2.0       | 126            | 49300    |
| V70 2.5 10v   | 144            | 51700    |
| V70 2.5 20v   | 170            | 54800    |
| V70 2.5 T     | 193            | 59800    |
| V70 T5        | 240            | 66800    |
| V70 R         | 250            | 88000    |
| V70 TDI       | 140            | 55500    |
| V70 2.5 T AWD | 193            | 66200    |

### Производство
| Год производства | 1996-97 | 1997-98 | 1998-99 | 1999-2000 | Всего  |
| ---------------- | ------- | ------- | ------- | --------- | ------ |
| V70              | 44833   | 113882  | 73977   | 87140     | 319832 |
| V70XC            | 0       | 19163   | 15653   | 19041     | 53857  |

### Продажи
| Рынок             | 1997     | 1998     | 1999     | 2000     | 2001     |
| ----------------- | -------- | -------- | -------- | -------- | -------- |
| Швеция            | 25 972** | 31 933** | 29 578** | 29 859** | 23 004** |
| Германия          | 17 665** | 14 681   | 10 386   | 16 717** | 12 913   |
| США               | н/д      | 87 226   | 71 123   | н/д      | н/д      |
| Франция           | 2 624*   | 2 440*   | н/д      | н/д      | н/д      |
| Италия            | 6 567    | 5 896    | н/д      | 7 538    | н/д      |
| Нидерланды        | 3 000    | 4 055    | 4 037    | 6 381    | 5 226    |
| Россия            |          |          |          |          |          |
| Норвегия          | н/д      | н/д      | 1 041    | н/д      | н/д      |
| Европа (17 стран) | н/д      | н/д      | н/д      | 84 309   | 60 284   |

```
* — вместе с 
Volvo 850

** - вместе с 
Volvo S70
```

- Вид сзади
- Volvo V70 XC
- Volvo V70 XC вид сзади

## Второе поколение
В начале 2000 года на большинство рынков вышел новый V70 2001 модельного года. Автомобиль основан на платформе Volvo P2 и делит свои детали с Volvo S60 первого поколения. Volvo заявила, что новый корпус будет на 70% более жестким, чем у его предшественника. Дизайн автомобиля был закончен ещё до того, как Volvo Cars был поглощён Ford.
Гамма двигателей — от 2,0 л (180 л. с.) до 2,5 л (300 л. с.).
Автомобиль претерпел незначительные изменения интерьера и экстерьера. Появились новые двигатели и опции.
В 2002 году на Парижском автосалоне был представлен Volvo V70 R.
В 2005 году автомобиль претерпел небольшой рестайлинг.
Вместе с V70 в 2000 году был представлен Volvo V70 XC. После 2003 года он получил название XC70.
- Вид сзади
- Volvo XC70
- Volvo XC70 вид сзади
- Дорестайлинговая версия
- Volvo V70R

## Третье поколение
Гамма двигателей — от 1.6 л (109 л. с.) до 3,2 (238 л. с.).
Автомобиль претерпел достаточно значительные изменения в интерьере и экстерьере, расширилась гамма двигателей, улучшилась отделка салона, появилась «парящая консоль» (панель управления климатом и мультимедиа, не смонтированная на консоли традиционным способом, а выполненная в виде пластины "висящей в воздухе", сзади которой можно было при желании просунуть руку или положить мелкие вещи) .
Модель выполнена в традиционном стиле Volvo. Интерьер идентичен моделям S80 и XC70. В ней используются практически все современные системы, которые Volvo устанавливает и на другие модели.
В 2000—2007 годах выпускалась полноприводная версия V70 XC, которая с 2007 года стала существовать как отдельная модель (XC70). Данная модель является полноразмерным универсалом.
| Технические характеристики модели V70    | T5   | D3   |
| ---------------------------------------- | ---- | ---- |
| Количество цилиндров                     | 5    | 5    |
| Объем двигателя, см³                     | 2521 | 1984 |
| Мощность, л. с.                          | 231  | 163  |
| Крутящий момент, Нм                      | 340  | 400  |
| Об/мин при максимальной мощности, об/мин | 4800 | 2900 |
| Расход топлива (средний), л/100 км       | 9,7  | 6,1  |
| Время разгона до 100 км/ч, с             | 7,9  | 9,9  |
| Выброс CO2, г/км                         | 232  | 159  |
| Максимальная масса прицепа, кг           | 750  | 750  |
| Максимальная масса, кг                   | 2260 | 2300 |
| Максимальная нагрузка на крышу, кг       | 100  | 100  |

- Вид сзади
- Volvo XC70
- Volvo XC70 вид сзади